# Ludwig Wagner (Politiker, 1854)
Ludwig Wagner (* 13. August 1854 in Krenstetten; † 30. April 1926) war ein österreichischer Politiker (CSP), Gastwirt und Wirtschaftsbesitzer. Er war von 1909 bis 1926 Abgeordneter zum Landtag von Niederösterreich und Bürgermeister von Stoitzendorf.
Wagner besuchte eine einklassige Volksschule und absolvierte danach die Gewerbeschule in Waidhofen an der Ybbs. Er erlernte den Beruf des Bäckers und leistete seinen Militärdienst ab, wobei er 1878 bei der Besetzung Bosniens eingesetzt war. Beruflich arbeitete Wagner als Gastwirt und Wirtschaftsbesitzer. Politisch war er über 40 Jahre lang im Gemeinderat aktiv, wobei er 30 Jahre als geschäftsführender Gemeinderat wirkte. Daneben war er ab 1910 1910 Obmann des Bezirksstraßenausschusses, des Weiteren Mitglied des Bezirksarmenrates
und der Personaleinkommensteuer-Schätzungskommission sowie Mitglied des Landeskulturrates. Er vertrat die christlichsoziale Partei zwischen dem 8. Jänner 1909 und dem 8. Jänner 1915 im Niederösterreichischen Landtag, wobei er als Abgeordneter für die Gerichtsbezirke Haag und St. Peter in der Au gewählt worden war. Nach dem Ersten Weltkrieg war er vom 5. November 1918 bis zum 4. Mai 1919 Mitglied der Provisorischen Landesversammlung. Danach gehörte er dem Landtag ab dem 20. Mai 1919 an, wobei er während der Trennungsphase Wiens von Niederösterreich zwischen dem 30. November 1920 und dem 11. Mai 1921 Mitglied der Kurie Niederösterreich-Land war. Wagner war bis zu seinem Tod am 30. April 1926 Abgeordneter des Landtags.
Wagner wurde mit der Verleihung der Ehrenbürgerschaft in rund 20 Gemeinden geehrt.